# Чандрагупта III
Чандрагупта III — індійський правитель з династії Гуптів.